# بركنان السفلي (بزنجان)
بركنان السفلی (بالفارسية: برکنان سفلی) هي قرية تقع في إيران في قسم بزنجان الريفي. يقدر عدد سكانها بـ 394 نسمة بحسب إحصاء 2016.